# امی راجرز
امی راجرز (انگلیسی: Amy Rodgers؛ زادهٔ ۴ مهٔ ۲۰۰۰) بازیکن فوتبال اهل انگلستان است که در پست هافبک برای باشگاه بریستول سیتی در سوپر لیگ زنان انگلستان بازی می‌کند. او قبلا برای لندن سیتی لاینز و لیورپول بازی می‌کرد. 
وی همچنین در تیم‌های ملی فوتبال زیر ۱۷ سال زنان انگلستان, زیر ۱۹ سال زنان انگلستان, زیر ۲۱ سال زنان انگلستان، و زنان اسکاتلند بازی کرده است.